# 决策场理论
决策场理论（en: Decision Field Theory（页面存档备份，存于））是一种分析人类在做决定时的动态认知的理论。这个理论是一个描述人做出决定的过程的认知模型，而不是一个用来判定人应该或者必须将如何决定的理性或者规范的理论。这个理论描述的是一个人的偏好在作出决策前的变化过程，而不是一个偏好的固定状态，所以，这个理论是一个动态而非静态的决策理论。偏好演化的过程，用数学的方式表达为一个称为扩散的随机过程。这个过程可以用来顾及人类在不确定性中如何做出决策，在时间压力下人类的判断会做出怎样的改变，以及选项的内容如何改变人类的偏好。这个模型不仅能分析选项，还能分析最终决定和反馈时间。决策场理论是Jerome R. Busemeyer和James T. Townsend在1993年发表的。 决策场理论已知可以解释很多人类选择行为中的谜团，包括一些违反随机占优性、违反随即传递性、违反替代物的独立性、排序对偏好的效果、速度和精确度的互斥效应、可能性和决策时间的负相关性、时间压力下决定的改变和选项与代价之间的偏好倒置等等。决策场理论也向神经科学搭起一座桥梁。近期，决策场理论的作者们开始探索一个称为量子认知模型的新的理论方向。

## 简介

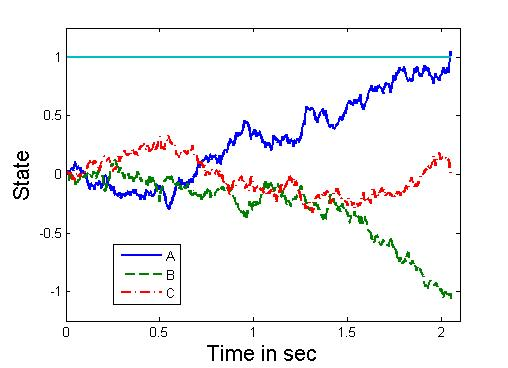
决策流程中基本思路的案例。

决策场理论得名于一个早期的研究方法，也就是Kurt Lewin的普通心理学理论里的避免冲突模型。这个模型被Lewin称作场理论。决策场理论属于一类在认知科学中很多领域都在使用的线性采样模型。
下图描绘了线性采样模型中，决策流程里的基本思路。
假设决策者一开始在t=0的时间看到的是一个含有三个选项A、B、C。图中的横轴代表思考所用的时间（以秒为单位），纵轴代表偏好的强度。图中的每条曲线代表着在某一时刻里某个选项的偏好强度。
由图可见，在每个时间点，决策者都在考虑不同的选项的回报。这种权衡又反过来影响了他对每个选项的看法。把对于这些选项的综合评论集成在一起就可以得出每个时间点的偏好状态。在图例中，在选择过程的早期（200到300毫秒的时候），注意力集中在对B选项的偏好上，但之后（600毫秒以后）注意力就转向了对A选项的偏好上。停止思考的规定是被一个门槛所限定的（在这个例子里是1）：第一个达到1的选项作为最终决定，在这个例子里是经过一秒以后达到1的选项A。选择的可能性是根据第一个通过门槛胜出的选项来判定的，决策总时长是根据某个选项所达到门槛所需要的时间来决定的。
门槛是影响速度－精确度互斥效应的重要因素之一。在图1中，如果门槛设置为一个较低的数值，比如0.5，那么选项B会较早胜出，整个决策所用的时间也会短些。由此可见，在时间压力下，决策是可以改变的。高门槛需要某个选项达到强偏好，这需要对各选项的更多信息进行取样分析。这样就拉长了决策所需要的时间，提高准确度。低门槛的情景下一个较弱的偏好即可达成决策。无需对大量的信息进行取样，减短决策时间。在时间压力较大的情况下，决策者必须设定较低的门槛，但在时间压力较小的情况下，决策者可以提高门槛来增加决策的准确性。非常仔细和认真的决策者倾向于选用较高的门槛，冲动和粗心的决策者会选择一个较低的门槛。
（…）